# Koalicja na rzecz Przyjaznego Transportu
Koalicja na rzecz Przyjaznego Transportu – organizacja powstała na początku 2004 roku, stawiająca sobie za główny cel walkę o przyjazną dla mieszkańców komunikację miejską i transport na terenie Warszawy i całej aglomeracji warszawskiej.

## Najistotniejsze cele, o które Koalicja walczy
- Wykorzystanie istniejącej infrastruktury kolejowej dla komunikacji miejskiej na terenie miasta,
- Przywrócenie wspólnego biletu na komunikację miejską i kolej na obszarze całej aglomeracji warszawskiej i zintegrowania komunikacji zbiorowej na tym terenie w spójny system,
- Modernizacja i zakup nowego autobusowego i tramwajowego taboru,
- Priorytet w ruchu dla komunikacji publicznej - wydzielanie z jezdni pasów tylko dla autobusów, albo tramwajów, tworzenie pasów tramwajowo-autobusowych.
- Realizacja przemyślanego i skoordynowanego na poziomie całej aglomeracji warszawskiej projektu Park&Ride.
- Budowa spójnego systemu ścieżek i infrastruktury rowerowej.

## Inne ważne sprawy
- Poprawa bezpieczeństwa w warszawskiej komunikacji miejskiej
- Intensyfikacja remontów i modernizacji ulic warszawskich.
- Reaktywowanie Warszawskiego Okrągłego Stołu Transportowego jako ciała doradczego i opiniodawczego, przy Prezydencie Miasta.
- Wydłużenie godzin kursowania warszawskiego metra w nocy (na początek np. w weekendy).

## Dotychczasowe sukcesy Koalicji
- Zablokowanie podwyżki cen biletów okresowych na komunikację miejską w Warszawie w 2004 roku. Członkom Koalicji udało się przekonać radnych do zablokowania nieuzasadnionej podwyżki cen biletów okresowych, którą planowała w połowie 2004 roku dyrekcja Zarządu Transportu Miejskiego.
- Powstanie pasa autobusowego na ul. Modlińskiej w Warszawie. Koalicja wracała się parokrotnie do władz miasta o traktowanie priorytetowo komunikacji miejskiej, m.in. poprzez wytyczanie buspasów. Udało się taki buspas wytyczyć na ul. Modlińskiej.
- Wydłużenie godzin kursowania warszawskiego metra w nocy. Koalicja na rzecz Przyjaznego Transportu pisała w tej sprawie do dyrekcji Metra Warszawskiego, uważając, że przynajmniej w weekendy metro powinno jeździć dłużej. Dzięki akcji wielu środowisk i organizacji udało się wywalczyć kilkadziesiąt dodatkowych minut.
- Zgoda na przewóz rowerów środkami komunikacji miejskiej w Warszawie. Członkowie Koalicji na rzecz Przyjaznego Transportu, wspólnie z Centrum Zrównoważonego Transportu uczestniczyli w posiedzeniach komisji Rady Miasta Warszawy i lobowali za zmianami w „Regulaminie przewozu osób i bagażu środkami lokalnego transportu zbiorowego w m.st. Warszawie”, tak aby można było przewozić w komunikacji miejskiej rowery. Udało im się wspólnie przekonać do tego pomysłu radnych. Przy okazji zniesiono również opłaty za przewóz bagażu.
- Częściowe przywrócenie wspólnego biletu na komunikację miejską i kolej. Koalicja na rzecz Przyjaznego Transportu od początku swojego istnienia opowiadała się za  jak najściślejszym zintegrowaniem komunikacji zbiorowej na poziomie aglomeracji warszawskiej w jeden spójny system i za przywrócenia wspólnego biletu na komunikację miejską i kolej na terenie Warszawy i gmin ościennych. Władze Warszawy w 2003 roku zerwały umowę z kolejami. Dotychczas udało się wspólny bilet przywrócić w bardzo ograniczonej formie.

## Blog o warszawskiej komunikacji
Od początku sierpnia 2006 roku Koalicja na rzecz Przyjaznego Transportu prowadzi swój własny blog na temat warszawskiego transportu i komunikacji miejskiej. Warszawska komunikacja - blog Koalicji na rzecz Przyjaznego Transportu

## Koordynatorzy Koalicji
Koordynatorami działań Koalicji na rzecz Przyjaznego transportu są: 
Michał Dąbrowski
Agata Zaklika